# Rotboald Ier de Provence
Pour les articles homonymes, voir Roubaud.
Pourrait-être le même personnage que Rotboald II de Provence.
Rotboald Ier ou Roubaud Ier, mort en 1008, serait un comte de Provence à partir de 968, puis marquis de Provence à la mort de son frère Guillaume à partir de 993 jusqu'à sa mort.
Ce personnage n'est pas repris dans les ouvrages concernant la Provence médiévale, il pourrait être confondu avec Rotboald II de Provence.

## Un ou deux Rotboald?
Rotboald est considéré par les auteurs d'Histoire générale de Provence… (1776-1786) ou Christian Settipani (La noblesse du Midi carolingien, 2004) comme le fils de Boson II, comte d'Arles et de Constance de Provence. Settipani présente cette filiation reposant sur les travaux de Joseph Berge, Les erreurs de l'Histoire (1952), annotant que cet auteur « a correctement montré — pour une fois — qu'il fallait différencier les deux femmes, et par la même occasion, leurs époux, qui seraient deux Roubaud successifs, père et fils évidemment ». Les deux femmes en question sont Emilde et Ermengarde, que Manteyer aurait confondu,.
Cette filiation n'est ni présentée par Poly (1976), ni par ses successeurs, spécialistes de la Provence médiévale (Aurell, Mazell, Varano).

## Biographie
Peu de choses sont connues sur ce comte. Le comté de Provence étant possession indivise entre les fils de Boson II, il aurait régné avec son frère Guillaume Ier le libérateur, qui se couvre de gloire en éliminant la menace sarrasine. En 970, il aurait souscrit avec son frère une charte de donation en faveur de l'abbaye Saint-Victor de Marseille[réf. nécessaire], et en 993/1002 une autre en faveur de l'abbaye de Cluny.
Il épouse une Emildis (ou d'après Jean-Pierre Papon, une Ermengarde), peut-être fille d'Étienne, vicomte de Gévaudan, et de sa première épouse Anne, et a trois enfants :
- Rotboald II (mort en 1014), comte de Provence ;
- Emilde, nonne ;
- Theutberge, qui épousa Armengol Ier (975 - 1010), comte d'Urgell.